# Taxe pour le développement des industries des matériaux de construction regroupant les industries du béton, de la terre cuite et des roches ornementales et de construction

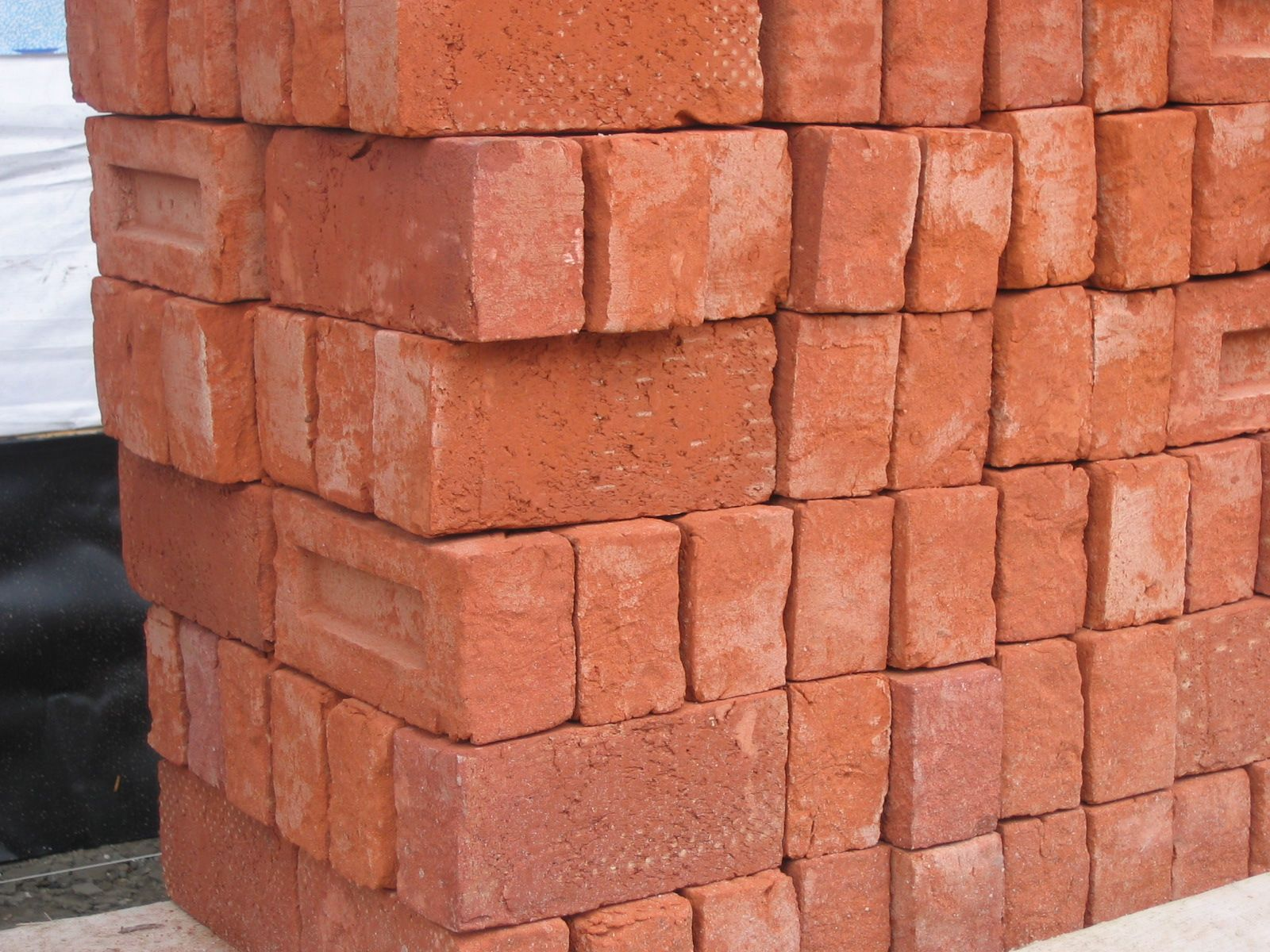
Dès 1957, les fabricants de tuiles et briques sont soumis à une cotisation obligatoire.

La taxe pour le développement des industries des matériaux de construction regroupant les industries du béton, de la terre cuite et des roches ornementales et de construction est une taxe affectée aux « matériaux de construction » qui est dédiée au financement des actions collectives des deux centres techniques industriels concernés : le Centre d'Études et de Recherches de l'Industrie du Béton (CERIB) et le Centre Technique de Matériaux Naturels de Construction (CTMNC). La taxe a pour objet de financer les missions de recherche, de développement, d'innovation et de transfert de technologie de ces deux centres.

## Historique

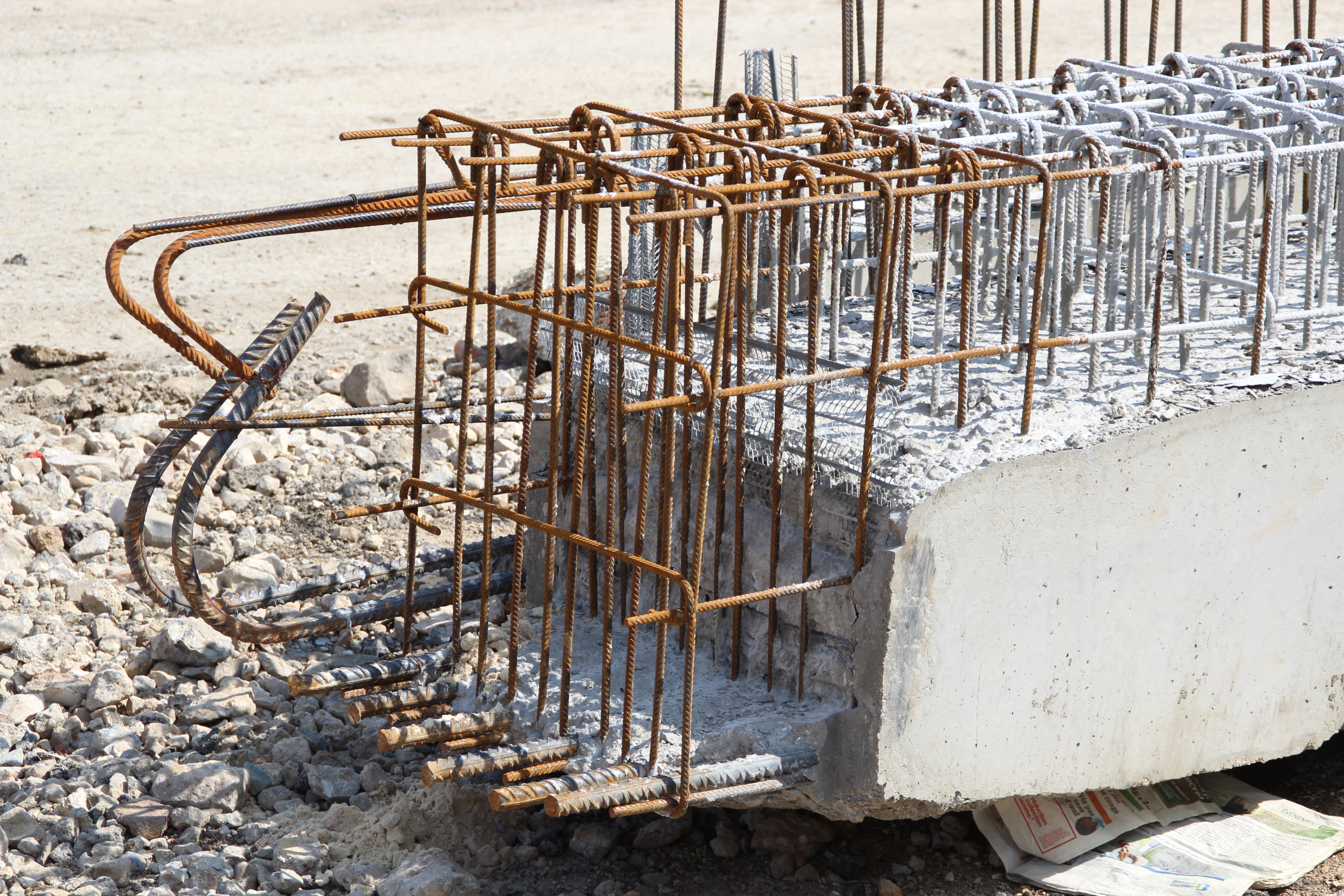
Le béton est soumis à la contribution obligatoire en 1991.

Instaurée en 1957 pour financer le Centre technique des tuiles et briques (CTTB), la cotisation obligatoire est supprimée en 1959 à la suite de la promesse des adhérents du CCTB de payer volontairement une cotisation bénévole. La promesse n'est pas tenue, 30% des entreprises ne règlent pas leur cotisation. La cotisation obligatoire est rétablie en 1973 afin d'assurer le financement du CTTB,.
Le décret 91-304 du 22 mars 1991 institue une taxe parafiscale sur les produits en béton et en terre cuite afin de financer le CTTB et le CERIB.
La loi de finances de 2003 transforme la taxe parafiscale en taxe affectée au profit du CERIB et du CTTB. La taxe est dorénavant régie par l'article 71-F de la loi n° 2003-1312 de Finances rectificative pour 2003.
L'article 111 de la loi de finances pour 2007 a élargi l'assiette de la taxe affectée aux productions de l'industrie des roches ornementales et de construction et étendu la perception de la taxe aux importations à l'exception des importations provenant de l'Union européenne ou de l'Espace économique européen,. Les compétences du CTTB sont étendues à cette nouvelle activité et l'organisme prend le nom de Centre technique de matériaux naturels de construction (CTMNC).

## Caractéristiques

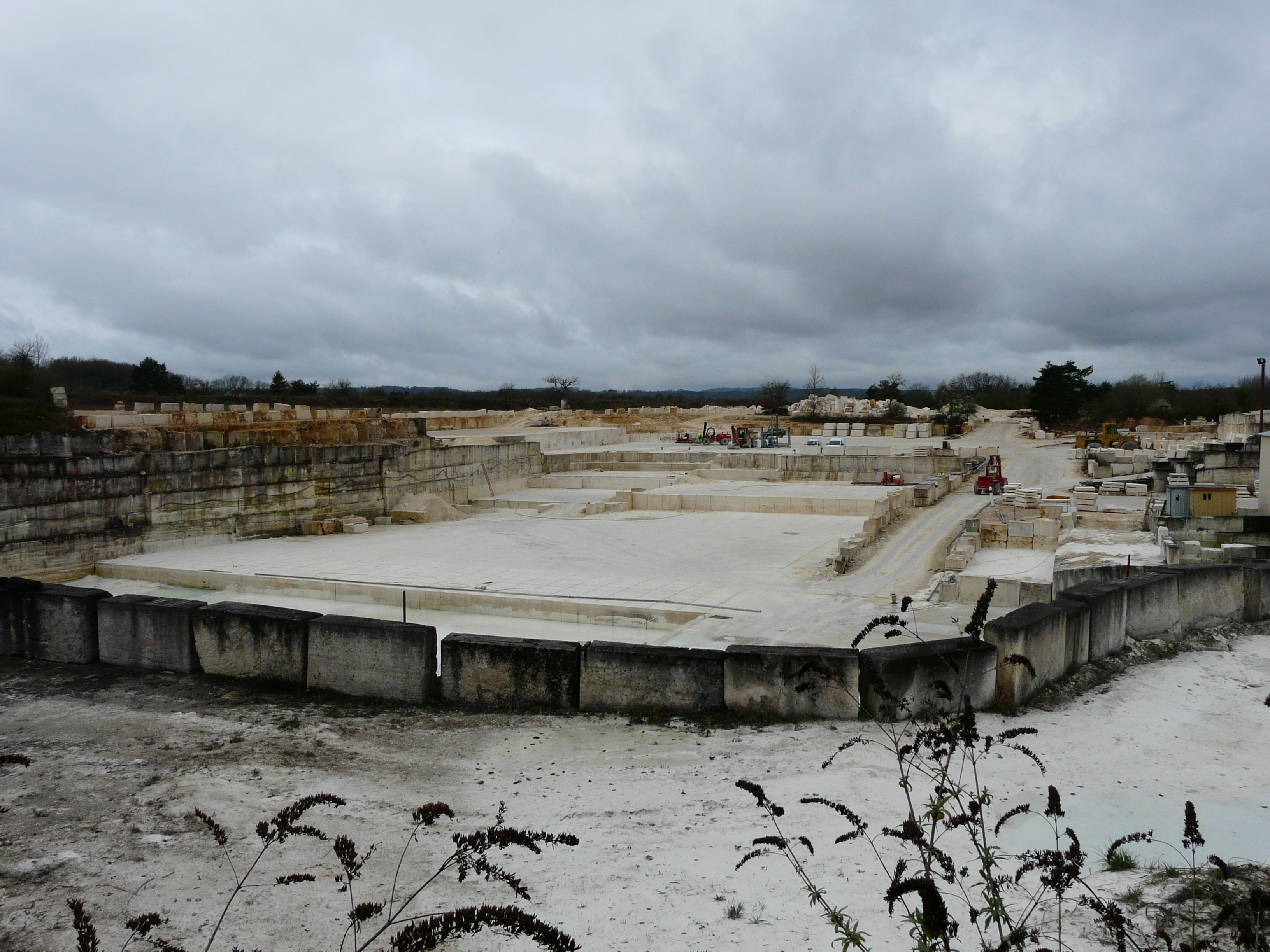
Depuis 2007, l'industrie des roches ornementales et de construction est soumise à une cotisation obligatoire.

### Bénéficiaires
Le produit de cette taxe est affecté aux deux centres techniques industriels affectataires : le CERIB et le CTMNC.

### Redevables
Elle est due par les fabricants établis en France et les importateurs des produits du secteur des matériaux de construction en béton, terre cuite et roche ornementale ou de construction. La taxe est recouvrée en France continentale, en Corse et dans les départements d'outre-mer.
La taxe s'applique sur le montant hors taxes du chiffre d'affaires. Le taux de la taxe est fixé à :
- 0,33 % pour les produits du secteur de l'industrie du béton ;
- 0,38 % pour les produits du secteur de la terre cuite ;
- 0,20 % pour les produits du secteur des roches ornementales et de construction.

### Rendement
Le produit de la  taxe a été de 15,9 millions d'euros en 2012.
L'Inspection générale des finances (IGF) liste la taxe dans les 192 taxes à faible rendement. L'IGF suggère de supprimer la taxe est de la remplacer par une contribution volontaire des acteurs économiques.